# 대한민국 제21대 대통령 선거 부산광역시
이 문서는 대한민국 제21대 대통령 선거의 부산광역시 지역 개표 결과이다.

## 개표 결과

### 중구
|  | 54.44% |

|  | 37.59% |

|  | 7.15% |

|  | 0.70% |

|  | 0.09% |

### 서구
|  | 54.19% |

|  | 37.72% |

|  | 7.15% |

|  | 0.82% |

|  | 0.10% |

### 동구
|  | 53.86% |

|  | 38.43% |

|  | 6.86% |

|  | 0.72% |

|  | 0.11% |

### 영도구
|  | 50.40% |

|  | 42.88% |

|  | 5.91% |

|  | 0.68% |

|  | 0.09% |

### 부산진구
|  | 50.52% |

|  | 40.27% |

|  | 8.24% |

|  | 0.85% |

|  | 0.09% |

### 동래구
|  | 51.83% |

|  | 39.41% |

|  | 7.78% |

|  | 0.88% |

|  | 0.08% |

### 남구
|  | 51.88% |

|  | 39.44% |

|  | 7.78% |

|  | 0.80% |

|  | 0.07% |

### 북구
|  | 50.19% |

|  | 41.44% |

|  | 7.44% |

|  | 0.80% |

|  | 0.09% |

### 해운대구
|  | 53.40% |

|  | 38.35% |

|  | 7.39% |

|  | 0.74% |

|  | 0.09% |

### 사하구
|  | 50.40% |

|  | 41.73% |

|  | 6.98% |

|  | 0.77% |

|  | 0.10% |

### 금정구
|  | 53.68% |

|  | 37.34% |

|  | 8.01% |

|  | 0.87% |

|  | 0.07% |

### 강서구
|  | 45.75% |

|  | 45.17% |

|  | 8.17% |

|  | 0.80% |

|  | 0.09% |

### 연제구
|  | 51.42% |

|  | 39.77% |

|  | 7.84% |

|  | 0.86% |

|  | 0.09% |

### 수영구
|  | 53.76% |

|  | 37.62% |

|  | 7.64% |

|  | 0.88% |

|  | 0.07% |

### 사상구
|  | 50.71% |

|  | 41.09% |

|  | 7.22% |

|  | 0.84% |

|  | 0.12% |

### 기장군
|  | 48.03% |

|  | 43.76% |

|  | 7.34% |

|  | 0.76% |

|  | 0.09% |

## 전체 결과
|  | 51.39% |

|  | 40.14% |

|  | 7.55% |

|  | 0.81% |

|  | 0.09% |

국민의힘 김문수 후보가 과반이 넘는 51.39%의 득표율을 기록하면서 부산광역시에서 승리를 가져갔다. 김문수 후보는 지난 대선에서 윤석열 후보가 기록한 득표율인 58.25% 보다는 약 7%p가량 하락했지만 2위인 이재명 후보에 10%p가 넘는 격차로 승리하면서 부산광역시에서의 국민의힘 강세를 이어나갔다.
더불어민주당 이재명 후보는 40.14%의 득표율을 기록하면서 2위를 기록했다. 이재명 후보는 지난 대선에 비해 2%p 가량 더 높은 득표율을 기록했지만 김문수 후보에 패배하며 2위에 머물렀다.
개혁신당 이준석 후보는 7.55%의 득표율을 기록하면서 3위를 차지했다.

### 주요 후보 결과
| 지역     | 이재명  | 이재명 | 김문수  | 김문수 | 이준석 | 이준석 |
| 지역     | 득표수  | 득표율 | 득표수  | 득표율 | 득표수 | 득표율 |
| -------- | ------- | ------ | ------- | ------ | ------ | ------ |
| 중구     | 9,784   | 37.59% | 14,167  | 54.44% | 1,861  | 7.15%  |
| 서구     | 26,800  | 37.72% | 38,496  | 54.19% | 5,081  | 7.15%  |
| 동구     | 22,744  | 38.43% | 31,875  | 53.86% | 4,061  | 6.86%  |
| 영도구   | 29,962  | 42.88% | 35,217  | 50.40% | 4,133  | 5.91%  |
| 부산진구 | 101,093 | 40.27% | 126,802 | 50.52% | 20,697 | 8.24%  |
| 동래구   | 74,245  | 39.41% | 97,629  | 51.83% | 14,656 | 7.78%  |
| 남구     | 69,214  | 39.44% | 91,037  | 51.88% | 13,662 | 7.78%  |
| 북구     | 77,258  | 41.44% | 93,564  | 50.19% | 13,884 | 7.44%  |
| 해운대구 | 97,486  | 38.35% | 135,755 | 53.40% | 18,806 | 7.39%  |
| 사하구   | 82,504  | 41.73% | 99,642  | 50.40% | 13,814 | 6.98%  |
| 금정구   | 55,470  | 37.34% | 79,737  | 53.68% | 11,899 | 8.01%  |
| 강서구   | 40,580  | 45.75% | 40,065  | 45.17% | 7,254  | 8.17%  |
| 연제구   | 58,466  | 39.77% | 75,594  | 51.42% | 11,530 | 7.84%  |
| 수영구   | 44,558  | 37.62% | 63,669  | 53.76% | 9,057  | 7.64%  |
| 사상구   | 56,307  | 41.09% | 69,496  | 50.71% | 9,897  | 7.22%  |
| 기장군   | 48,742  | 43.76% | 53,493  | 48.03% | 8,181  | 7.43%  |

국민의힘 김문수 후보가 강서구를 제외한 나머지 부산광역시 내 15개 지역에서 모두 승리를 거두었다. 특히 기장군을 제외한 나머지 지역에서는 과반 이상의 득표율을 기록하면서 승리를 거두었다. 김문수 후보는 부산 원도심 지역인 중구, 서구, 동구에서 타 지역보다 높은 득표율을 기록했으며 해운대구와 수영구에서도 53%대의 득표율을 보이면서 상대적으로 더 높은 득표율을 달성했다.
더불어민주당 이재명 후보는 강서구에서 유일하게 승리를 거두었다. 또한 지난 대선에서 이재명 후보에게 40%가 넘는 득표율을 기록해주었던 기장군, 사상구, 사하구, 영도구에서 모두 40% 이상의 득표율을 기록했으며 북구, 부산진구에서도 40% 득표율을 달성했다.
개혁신당 이준석 후보는 전 지역에서 3위를 기록했다. 이준석 후보는 원도심 지역인 영도구, 동구에서 부진하였지만 부산진구, 강서구, 금정구에서는 8%가 넘는 득표율을 기록하였다.

## 같이 보기
- 대한민국 제21대 대통령 선거